# José Echániz
José Echániz Justiniani (* 4. Juni 1905 in Havanna; † 29. Dezember 1969 in New York City, Vereinigte Staaten) war ein kubanischer Pianist, Dirigent und Musikpädagoge.

## Leben
Echániz begann seine Klavierausbildung bei seinem Vater José Echániz Maíz und setzte sie ab dem zehnten Lebensjahr bei Ignacio Tellería fort. Schließlich studierte er am Conservatorio Falcón bei Alberto Falcón. Vierzehnjährig debütierte er bei der Sociedad de Jóvenes Cristianos mit Robert Schumanns Carnaval. Daran schloss sich eine Konzerttournee durch Kuba an.
In den 1920er Jahren trat Echániz in den großen Konzerthäusern Kubas und der USA auf, u. a. im  Teatro Nacional de La Habana, in der New Yorker Town Hall und in der Carnegie Hall, und unternahm Tourneen mit den Sängern Lucrezia Bori und Tito Schipa. 1929 unternahm er eine Europatournee u. a. durch Frankreich, die Niederlande und Spanien, bei der er Werke von Johann Sebastian Bach, Frédéric Chopin, Manuel de Falla, Joaquín Turina und Robert Schumann spielte. Vom Ende der 1930er bis Anfang der 1950er Jahre trat er mehrfach mit dem Orquesta Sinfónica de La Habana auf, mit dem er 1939 auch als Dirigent debütierte. Unter anderem spielte er mit diesem die kubanische Erstaufführung von Johannes Brahms’ Erstem Klavierkonzert.
Als Gastdirigent des Orquesta Sinfónica de La Habana führte Echániz bis 1953 u. a. Tschaikowskis Romeo und Julia, das Soliloquio Nocturno von Kent Kennan, die Konzertouvertüre Pinocchio von Ernst Toch und die Akademische Festouvertüre von Brahms auf. In den USA trat er seit den 1930er Jahren u. a. mit dem Philadelphia Symphony Orchestra, dem Chicago Symphony Orchestra, dem Minneapolis Symphony Orchestra, dem Saint Louis Symphony Orchestra, und dem Cincinnati Symphony Orchestra und unter der Leitung von Dirigenten wie José Iturbi, Dimitri Mitropoulos, Carlos Kleiber und Erich Leinsdorf auf. Von 1948 bis 1954 dirigierte er regelmäßig das Grand Rapids Symphony Orchestra.
Ab 1944 unterrichtete Echánz an der Eastman School of Music. Außerdem leitete er auch das Milliken Conservatory of Music in Decatur/Illinois. Auf Schallplatte nahm er u. a. Werke von Isaac Albéniz, Manuel de Falla, Heitor Villa-Lobos sowie die Danzas afrocubanas und Suite Andalucía von Ernesto Lecuona auf.